# Das Haus der Leidenschaften
Das Haus der Leidenschaften è un film muto del 1916 scritto e diretto da Robert Reinert che aveva come interpreti Maria Carmi, Aage Fønss e Theodor Loos.

## Produzione
Il film fu prodotto da Hanns Lippmann per la Deutsche Bioscop GmbH (Berlin).

## Distribuzione
Distribuito dalla Bioskop Film, uscì nelle sale cinematografiche tedesche con il visto di censura del novembre 1916. Il film venne presentato a Berlino nel 1916.